# CAAT-box
En CAAT-box är hos eukaryoter en region i DNA som påverkar hur effektivt proteiner produceras. CAAT-boxens sekvens varierar, men ju mera lik den är det så kallade konsensusmönstret, GGCCAATCT, desto effektivare är den. Regionen befinner sig vanligtvis ungefär 80 nukleotider före en promotor. En promotor är en region som initierar transkriptionen av en gen genom att RNA-polymeras binder till promotorn och på så vis får lättare att binda till DNA-molekylen. CAAT-boxen hjälper till genom att ytterligare öka effektiviteten för RNA-polymeras att binda till promotorn och agerar därigenom som ett cis-regulativt element.